# Пламен Горанов
Пламен Любчев Горанов е български фотограф, алпинист и застъпник за граждански права.

## Биография
Роден е през 1976 година. Завършва Варненския икономически техникум, след това учи в Стопанската академия в Свищов. След 2006 г. се занимава с височинна изолация във Варна, Сливен и Добрич.
Самозапалва се на 20 февруари 2013 г., по време на протестите от началото на 2013, след като отправя искане за „оставка на Киро и всички общински съветници до 17 ч. на 20 февруари 2013 г.“..
Преди да умре, Пламен Горанов няколко пъти заявява, че намерението му не е било да се самоубива. Според най-близките му приятели Пламен умира поради грешка в плана си и не е искал да се самоубива. Според заявление на прокуратурата Пламен Горанов е пламнал при конфликт с охраната на община Варна. Въпреки че официално са поискани от близки и приятели на Пламен, записите от камерите пред община Варна не са споделени с обществото, дори и след приключване на следствието месеци по-късно.
Според множество източници, докато е горял, Пламен Горанов е викал: „Киро, Киро, днес трябваше да съм в Анталия…“ и също така е носил със себе си плакат с надпис „Оставка на Киро и целия Общински съвет до 17.00 часа на 20.02.2013 г.“. Непосредствено след запалването плакатът е прибран от служител на общината и впоследствие е предоставен на следствието.
Докато е в болницата, няколко призива за кръводаряване за Пламен Горанов се появяват в медиите и социалните мрежи, на които се отзовават над 300 души.
С изгаряния от около 80% по цялото тяло, почива на 3 март 2013 г. около 20:30 ч. във Варненска Военноморска болница.
След самозапалването и гибелта на Пламен Горанов кметът Кирил Йорданов е подложен на силен обществен натиск, който довежда до неговата оставка. Общинският съвет обаче отказва да подаде оставка въпреки последвалия граждански натиск.
На видеозапис, разпространен в медиите и социалните мрежи впоследствие, Пламен Горанов заявява: „Освен правителството, мисля, че във Варна основният виновник за този протест е ТИМ“.
Често бива сравняван с Мохамед Буазизи, самозапалил се и дал начало на Арабската пролет, и Ян Палах, самозапалил се по време на Пражката пролет.
Пламен Горанов е вторият самозапалил се по време на избухналите протести през 2013 г. На 18 февруари 2013 г. 26-годишният Траян Маречков първи се самозапалва на една от главните улици във Велико Търново оставяйки предсмъртно писмо с думите „Давам живота си за народа, семейството и България с надеждата, че политиката и правителството ще подобрят стандарта на народа“. След Пламен Горанов, на 26 февруари 2013 г. в Раднево се самозапалва 53-годишният Венцислав Василев , а на 13 март 51-годишен мъж се запалва пред президентството.
Единственият непосредствен негов роднина и наследник е баща му. Има много роднини от второ коляно.
На 5 март 2013 година варненци започват издигането на грамада от камъни пред централния вход на община Варна, която общинските власти се опитват безуспешно да премахнат.
Датата 6 март 2013 г., три дни след смъртта му, е обявена за ден на национален траур.
На благодарствен молебен за помирение на българския народ, за благоденствие и за преодоляване на всички социални и икономически проблеми в страната българският патриарх Неофит казва: „Потресени бяхме от трагичната участ на млад човек, който в отчаян опит за промяна загуби живота си… Християнската и човешката ни съвест не може да мълчи пред предизвикателството на достигналия широки размери социален протест. Обществото ни преживява дълбока криза, криза на отношението ни към живота, към света, към ближния“.
На 1 април също пред Община Варна 70-годишната Елена Златева се опитва да се самозапали от отчаяние поради бедност и отказана социална помощ от Общината.
На 21 октомври 2013 година в редакциите на българските медии е получена информация от Районната прокуратура Варна по досъдебното производство, водено във връзка със смъртта на Пламен Горанов. 
На 25 октомври 2024 г., 11 години след смъртта на Пламен Горанов, пред сградата на Община Варна е поставена плоча в негова памет.